# Maira setipes
Maira setipes är en tvåvingeart som först beskrevs av Walker 1862.  Maira setipes ingår i släktet Maira och familjen rovflugor. Inga underarter finns listade i Catalogue of Life.